# Gnephosis
Gnephosis là một chi thực vật có hoa trong họ Cúc (Asteraceae).

## Loài
Chi Gnephosis gồm các loài: